# 原田佳奈
原田佳奈（1981年12月11日—），日本女演员，所属JFCT事务所。愛称はハラカナ。身高164cm，血型A型。毕业于東京女子大学。

## 演出作品

### 电视剧
- 2008年《血色星期一》饰 纱织
- 2009年《世界奇妙物语 春季特别篇》
- 2010年《绝对零度》饰 日向葵（第2集）
- 2010年《和恶魔契约的女人》饰 菅沼知香（第1集）
- 2011年《恶党〜重犯罪捜査班（日语：悪党〜重犯罪捜査班）》饰 里中理惠（第5集）
- 2011年《CONTROL 犯罪心理搜查》饰 由美（第8集）
- 2011年《名侦探柯南 给工藤新一的挑战书》饰 园田真知子（第12集）
- 2012年《遗留搜查 第二季》饰 藤本爱（第3集）
- 2013年《刑警二人组》饰 前川恭子（第4集）
- 2013年《科调所的女法研》饰 錦織綾音（第12集）
- 2014年《SMOKING GUN 决定的证据》饰 三上尚美（第8集）
- 2014年《昼颜》饰 清水博美
- 2017年 《嬌妻出沒注意》飾 加藤千尋
- 2018年《繼母與女兒的藍調》 飾 早乙女奈央子